# جيمس هال الثالث
جيمس هال الثالث (بالإنجليزية: James Hall III)‏ هو عسكري أمريكي، ولد في 1959.